# خوزه ون دایک

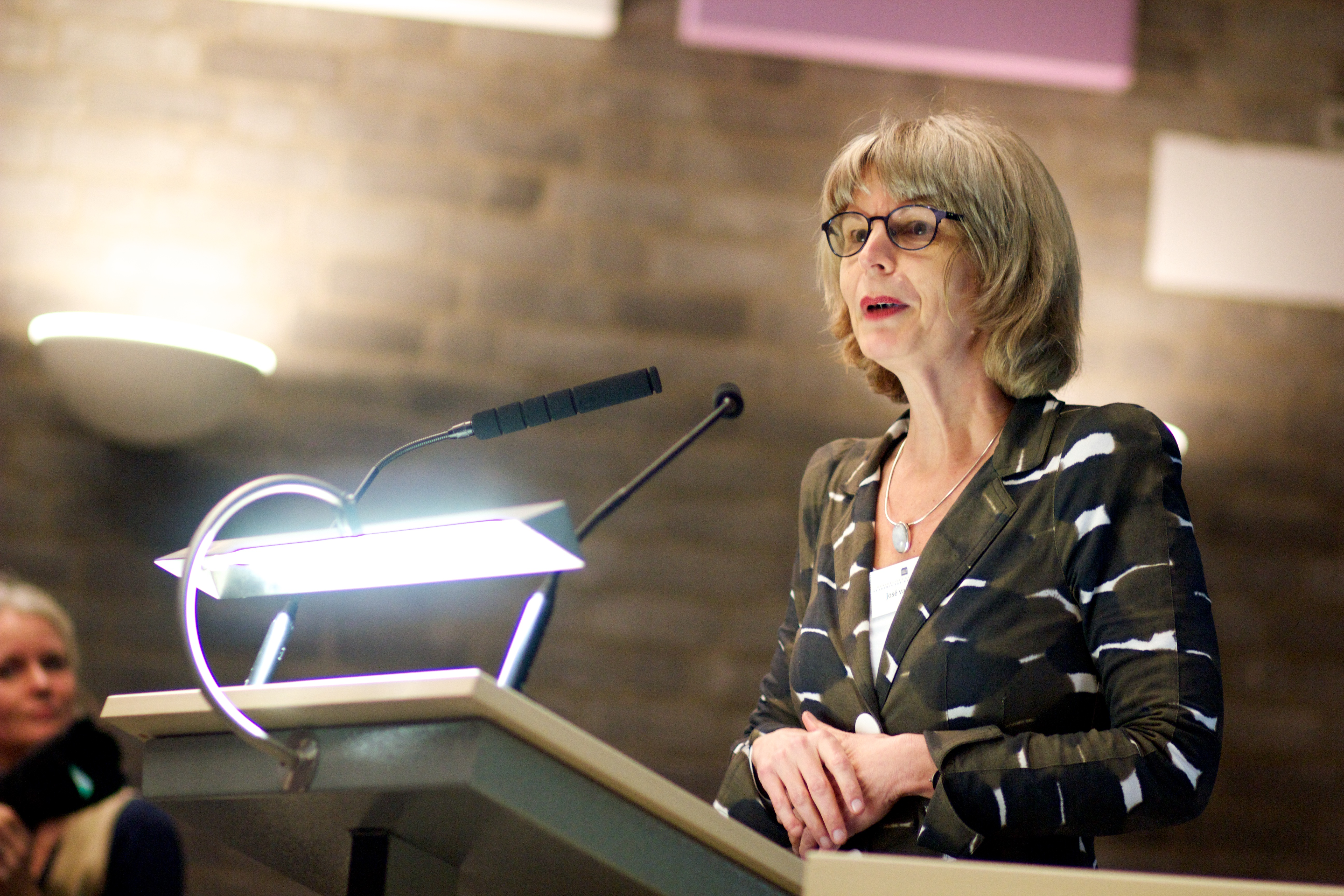
خوزه ون دایک در سال ۲۰۱۵

خوزه ون دایک متولد ۱۵ نوامبر ۱۹۶۰، در باکستل است. او نویسنده رسانه جدید و استاد دانشگاه برجسته در رسانه و جامعه دیجیتال در دانشگاه اوترخت از سال ۲۰۱۷ است. از سال ۲۰۰۱ تا ۲۰۱۶ او استاد مطالعات رسانه‌های تطبیقی بود و در آنجا رئیس سابق گروه مطالعات رسانه و رئیس سابق دانشکده علوم انسانی دانشگاه آمستردام بود. یوهانا نویسنده ده کتاب (هم) تألیف و (هم) ویرایش شده از جمله حافظه واسطه در عصر دیجیتال است. فرهنگ اتصال، جامعه پلتفرم و ارزش‌های عمومی در دنیایی مرتبط آثار او به بسیاری از زبان‌ها ترجمه شده و بین مخاطبان جهانی توزیع شده‌است. ون دایک از سال ۲۰۱۰ عضو آکادمی سلطنتی هنر و علوم هلند بوده است. او در سال ۲۰۱۵ توسط اعضای آکادمی به عنوان رئیس سازمان انتخاب شد و اولین زنی بود که این سمت را به دست آورد.
در سال ۲۰۱۶ مجله هلندی Opzij ون دایک را به عنوان تأثیرگذارترین زن هلندی سال ۲۰۱۶ معرفی کرد. در سال ۲۰۱۹، دانشگاه لوند به ون دیجیک دکترای افتخاری برای شایستگی‌های علمی و مشارکت‌هایش در جنبه‌های اجتماعی دیجیتالی‌سازی اعطا کرد.

## سنین جوانی و تحصیل
یوهانا فرانسیسکا تئودورا ماریا ون دایک در باکستل هلند به دنیا آمد. او در سال ۱۹۸۵ با مدرک کارشناسی و کارشناسی ارشد از دانشگاه اوترخت فارغ‌التحصیل شد. او بعداً در سال ۱۹۹۲ با مدرک دکترای ادبیات تطبیقی در دانشگاه کالیفرنیا، سن دیگو فارغ‌التحصیل شد.

## آثار قابل توجه
ون دایک اولین کتاب خود را با عنوان تولید نوزادان و رضایت عمومی: بحث در مورد فن آوری‌های تولید مثل جدید در سال ۱۹۹۵ منتشر کرد. در مورد بحث‌های فزاینده فعالان و محققان در مورد پیشرفت‌های جدید فناوری مربوط به تولید مثل صحبت می‌کند. ون دایک از مقالات علمی، داستان‌ها و مطالعات برای بازسازی این بحث استفاده می‌کند.
آژانس نظریه‌پردازی در محتوای تولید شده توسط کاربر که بر ایده «شما» تمرکز دارد که استعاره ای برای میلیون‌ها مشارکت کننده ناشناس در وب است و همچنین چگونگی تأثیر این وجود بر تولید و گردش محتوا. ون دایک در مقاله خود استدلال می‌کند که آژانس کاربر به عنوان یک مفهوم پیچیده که نه تنها شامل تسهیل تعامل و مشارکت است، بلکه شامل ارزش اقتصادی مصرف‌کننده و ارائه دهنده می‌شود، چیزی که او معتقد است شرکت‌های بزرگ سایت ترکیبی مانند گوگل باید تلاشی برای ایجاد مدل‌هایی برای درک این مفهوم بکنند